# Тюрин, Олег Григорьевич
Олег Григорьевич Тюрин (29 июня 1937, Синявино, Ленинградская область — 3 марта 2010, Санкт-Петербург) — советский гребец, олимпийский чемпион (1964).

## Биография
Окончил ГДОИФК (1969), тренер-преподаватель. Выступал за «Труд» (Ленинград), затем ЦСК ВМФ (Москва). Заслуженный мастер спорта СССР (1964).
Чемпион Олимпийских игр 1964 в гребле на двойке парной (с Б. Дубровским). Чемпион Европы 1964. Серебряный призёр Чемпионатов мира 1962 и 1966, Чемпионата Европы 1965. Бронзовый призёр Чемпионата Европы 1963. Победитель Хенлейнской регаты 1961, 1962. Чемпион СССР 1963—1965, 1967 в гребле на двойке парной.
Член КПСС с 1965 года. По окончании спортивной карьеры работал тренером-преподавателем, писал сценарии для документальных фильмов, организовал и возглавлял в Санкт-Петербурге «Клуб олимпийских чемпионов».
Награждён медалью «За трудовую доблесть».
Первая жена — Эмилия Мухина, заслуженный мастер спорта СССР по академической гребле.
Вторая жена - Лепешенкова Ирина Александровна, заслуженная артистка России.
Похоронен в Нелидове Тверская область.